# Голодомор (1932—1933) — невідома українська трагедія
Голодомор (1932–1933) — невідома українська трагедія (оригінальна назва порт. Holodomor — A desconhecida tragédia ucraniana (1932-1933) — книга Жозе Едуарду Франку (порт. José Eduardo Franco) та Беати Цєшинської (порт. Beata Cieszyńska), написана в співпраці з Анною Прокопишин (порт. Ana Prokopyshyn) та Луїшем де Матушом Рібейру (порт. Luis de Matos Ribeiro), котра вийшла друком в Португалії у видавництві Grácio Editor в червні 2013 року. Передмову написав Гільєрме де Олівейра Мартінш (порт. Guilherme de Oliveira Martins).

Ця книга 
|  | "є одним з лідерів у своєму роді португальською мовою і контексті, в результаті того, що в зверненні до аудиторії торкається тих сторінок історії, котрі багато хто хотів би видалити, і котрі до цих пір, після вісімдесяти років, призводять до спірних читань. Випадок великого голоду в Радянському Союзі, відомий як Голодомор (що означає «смерть від голоду») належить до числа самих великих та особливо тяжких убивств добре відомого цим ХХ століття, і в цьому все ще багато невідомого. Це штучно викликаний сталінським режимом для народів Радянського Союзу голод в 1932 і 1933 роках в результаті провалу насильницької колективізації. Великий голод торкнувся, головним чином, частини країни з великими і родючими сільськогосподарськими землями, серед яких в даному випадку виділяються українські, чия держава, географічно, є другою за величиною в Європі і де, за оцінками, число жертв голоду досягло десятків мільйонів".Оригінальний текст (англ.) This book "is a pioneer of its kind in Portuguese language and context, bringing to the audience touching pages of history that many would want to erase, and still today, after eighty years, lead to controversial readings. The case of the Great Famine in the Soviet Union, known as Holodomor or Golodomor (meaning "death by hunger") belongs to the most extensive and heinous massacres known by the twentieth century, and it’s still unknown by many. It is an artificially induced famine during the years 1932 and 1933 by the Stalinist regime to the peoples of the Soviet Union as a result of the failure of forced collectivization. The Great Famine affected mainly the countries with large and fertile agricultural land, among which the Ukrainian case stands out, whose country, geographically, is the second largest in Europe and where it is estimated that the number of famine victims reached a dozen million". |

## Передісторія
Ідея видати збірку виникла в 2009 році, коли в рамках проведення в Португалії «Днів української культури та історії у Лісабонському університеті» пройшла наукова конференція про Голодомор в Україні 1932—1933 років.
На той момент уже в п'яти містах Португалії муніципальні ради визнали своїми рішеннями Голодомор 1932–1933 років актом геноциду проти українського народу.
Як написала в своїй заяві Рада Спілки українців у Португалії:

| Ця збірка — результат плідної співпраці, з одного боку, громадської організації Спілки українців у Португалії з Посольством України (до президентства Януковича, який фактично заперечив характер геноциду[2] проти українців у Голодоморі), та провідного ВУЗу Португалії - Лісабонського університету з Асоціацією Іберо-слов'янських мов та португальських істориків, з іншого. |

## Синопсис
У цій книзі представлений міждисциплінарний матеріал у п'яти частинах: історичні підходи; правові експертизи; враження преси; художнє бачення і заяви, які розпочинаються передмовою Гільєрме де Олівейра Мартінеса, і два відкриття текстів, спочатку Жозе Едуарду Франка та Беати Цєжинської, а друга — резолюція № 1723 Парламентської асамблеї Ради Європи, яка трактує Голодомор як злочин проти людяності.
У першій частині розміщено сім статей істориків, соціологів і політологів, котрі висвітлюють питання історичного визначення Голодомору та умови його виникнення. Авторами текстів є Антоніу Рамуш душ Сантуш (Лісабонський університет); Карлуш Гашпар (Португальська інститут міжнародних відносин Нового Лісабонського університету), Жозе Луїщ Андраде (Історичне товариство незалежності Португалії), Луїш де Матуш Рібейру (CompaRes/CLEPUL5), Руї Мігел Рібейру (Фернандо Пессоа університет); Енріке Ваз Дуарте і Антоніу Роза Мендеш (Алгарвський університет).
У другій частині Володимир Василенко, український посол у Великій Британії, дає нам правову оцінку питання Голодомору як геноциду.
Третя частина книги, під заголовком «Враження преси», складається з двох частин. Перший розділ — огляд кількох згадок із цього питання в португальських ЗМІ (газети, журнали), другий розділ цієї частини зібрав підходи до діяльності української громади в Португалії щодо пам'яті й визнання Голодомору в португальській культурі, в тому числі стаття Ростислава Троненка, колишнього посла України в Португалії.
Наступна, четверта частина книги, ставить питання про Голодомор в естетичному контексті. Зважаючи на можливі обмеження в знаннях при описах подій, так ідеологічно далеких португальському читачеві, «Художній розділ бачення» відкривається статтею Руї Бебіано (англ. Rui Bebiano) (Університет Коїмбра-Центр соціальних досліджень) в контексті опису ГУЛАГу (репресивна функція якого набула особливої актуальності під час колективізації сільського господарства і її наслідку — голоду).
Потім наведені концептуалізації, розроблені такими португальськими художниками, як Мануел Валенте Алвеш, Тіаго Піментел, Енріке Ваз Дуарте і Франсішку Провіденсія, в честь пам'яті про жертв Голодомору.
Нарешті остання, п'ята частина, під назвою «Заяви», містить широкий перелік актів щодо Голодомору, виданих міжнародними організаціями, національними парламентами, політичними та релігійними лідерами, державними та муніципальними регіональними асамблеями, академічною спільнотою, а також церемонії на пошанування пам'яті жертв Голодомору.

Коротко кажучи, 
|  | "ця книга дає читачеві дуже всеосяжний і міждисциплінарний історико-соціологічний аналіз Голодомору та актів національного та міжнародного визнання, а також дає звіт про складний процес його поступу в загальній свідомості, через широке журналістське, артистичне і культурне поширення. Це, безсумнівно, значний португальський внесок у сучасну історію, а також надання можливості віддати належне пам'яті мільйонів жертв цієї величезної і все ж таки невідомої широкому загалові трагедії".Оригінальний текст (англ.) In short, "this book gives the reader a very comprehensive and interdisciplinary historical and sociological analysis of the Holodomor and of acts of national and international recognition, but also gives an account of the complex process of its entry into the common consciousness, through the widespread journalistic, artistic and cultural dissemination. It is undoubtedly a Portuguese contribution to contemporary history, also providing justice to the memory of the millions of victims of this great and yet so unknown tragedy". |

## Презентація
Презентація книги «Голодомор (1932–1933) — невідома українська трагедія» пройшла 16 липня 2013 року в Лісабоні. У ній взяв участь народний депутат України 7-го скликання (фракція «Батьківщини») Олександр Бригинець, який зокрема сказав:

| «це видання португальською мовою, якою спілкуються понад 200 мільйонів людей у світі, допоможе не тільки розширити географію знання про страшний злочин проти українців, наслідки якого ми відчуваємо і сьогодні, але й посприяє задоволенню прохання української громади у Португалії до Португальського парламенту — визнати Голодомор 1932-33рр. актом Геноциду проти українців». |